# Мельникове (Богодухівський район)
Ме́льникове — село в Україні, у Валківській міській громаді Богодухівського району Харківської області. Населення становить 524 осіб. До 2020 орган місцевого самоврядування — Мельниківська сільська рада.

## Географія
Село Мельникове знаходиться в місці впадіння річки Грушева в річку Орчик. Село витягнуто вздовж річки Грушева на 6 км, вище за течією примикає до села Водяна Балка, нижче за течією — села Михайлівка та Вишневе, впритул розміщалося колишнє село Біївське. Частини села раніше називалися Мала Губщина, Руде і Ольхівщина.

## Історія
12 червня 2020 року, розпорядженням Кабінету Міністрів України № 725-р «Про визначення адміністративних центрів та затвердження територій територіальних громад Харківської області», увійшло до складу Валківської міської громади.
19 липня 2020 року, в результаті адміністративно-територіальної реформи та ліквідації Валківського району, село увійшло до складу Богодухівського району.

## Відомі люди
Уродженцем села є:
- Бобро Михайло Архипович (* 1936) — доктор сільськогосподарських наук, професор, член-кореспондент Національної академії аграрних наук.
- Вільхівський Семен Михайлович (1905—1984) — Герой Радянського Союзу.
- Черненко Сергій Миколайович (1982—2022) — майор Збройних сил України, відзначився у ході російського вторгнення в Україну.